# Bulbophyllum rostriceps
Bulbophyllum rostriceps là một loài phong lan thuộc chi Bulbophyllum.